# Re: Person I Knew
Re: Person I Knew è un album dal vivo del musicista statunitense Bill Evans, pubblicato postumo nel 1981.

## Tracce
Musiche di Bill Evans, eccetto dove indicato.

1. Re: Person I Knew - 5:20
2. Sugar Plum - 8:17
3. Alfie (Burt Bacharach, Hal David) - 4:59
4. T.T.T. (Twelve Tone Tune) - 5:31
5. Excerpt from Dolphin Dance/Very Early (Herbie Hancock/Bill Evans) - 7:26
6. 34 Skidoo - 6:05
7. Emily (Johnny Mandel, Johnny Mercer) - 5:17
8. Are You All the Things - 6:21

## Formazione
- Bill Evans – piano
- Eddie Gómez – basso
- Marty Morell – batteria